# ناحية يثرب
ناحية يثرب هي إحدى النواحي التابعة لقضاء بلد في محافظة صلاح الدين تبعد عن العاصمة بغداد حوالي 100 كم نحو الشمال. مساحتها حوالي 446كم²، وهي أرض زراعية بالغالب يحذها نهر دجلة من الناحيتين الشرقية والشمالية فيما يحذها مركز قضاء بلد من الغرب وقضاء الدجيل من الجنوب. هذه الناحية غنية بالبساتين المثمرة بالحمضيات والنخيل بكثافة يعطيها منظرا أخضر من الأعلى وطبيعة جميلة وخلابة. يبلغ العدد التقريبي للسكان حوالي 75,000 نسمة (تعداد سنة 2012) تتألف من خليط من العشائر العربية الأصيلة منها عشائر بني تميم يطلق عليهم (البوحشمة) وعشائر زبيد البوسلطان ويطلق على أفراد هذه العشيرة في يثرب (المزاريع) وعشائر العزة يطلق عليهم (البوجيلي) عشائر بني أسد يطلق عليهم (الأحباب) عشائر قبيلة العبيد يطلق عليهم (العانيين) عشائر بني سعد (السعود). تحتوي هذه الناحية عدد من المواقع المهمة منها قاعدة بلد الجوية (قاعدة البكر الجوية سابقا)، بالإضافة إلى مرقد الإمام السيد محمد بن علي الهادي (ع) وهو مزار تقصده أفراد الطائفة الشيعية من أنحاء العالم كافة، علما أن غالبية المناطق المجاورة من الطائفة السنية. هذه الناحية مثالا للتعايش السلمي بين سكانها المبني على الاحترام والتقدير بين مكوناتها وأفرادها. ناحية يثرب ولودة للعديد من الكفاءات الأكاديمية والعلمية والدينية. ففيها عدد لا يستهان به من الأطباء والمهندسين والمعلمين الجامعيين، بالأضافة إلى القضاة والمحامين. تعرضت هذه الناحية في سنة 1956م للانجراف شبه الكامل بسبب ارتفاع منسوب نهر دجلة مما أدى إلى نزوح العوائل إلى المناطق المرتفعة في الناحية، وبعدها عادت العوائل وقامت ببناء دورها ومبانيها من جديد وما زالت هذه المنطقة معطاءة بالذ وأنقى ما في الطبيعة من فواكه بأنواعها، حتى مرت بمنعطف آخر في مطلع السنة 2015 إذ تهجر غالبية سكانها من بيوتهم ودورهم بسبب ما مر به البلد باكمله من مشاكل على الصعيد السياسي من احتلال داعش لها وبعدها فقد تحررت هذه المنطقة في 25/12/2014 على يد القوات الأمنية العراقية، الأمرالذي أدى إلى نزوح غالبية السكان من هذه الناحية خوفا من الأستهداف المتعمد أو غير المتعمد اثناء المعارك، وقد تعرضت الناحية للتدمير الممنهج لأغلب دورها ومساكنها بسبب العمليات العسكرية وتداعياتها، حيث استمرت عودة العوائل إلى مناطق سكناها تدريجياً لهذه اللحظة.